# Constitución Federal de los Estados Unidos Mexicanos (1857)
La Constitución Federal de los Estados Unidos Mexicanos de 1857 fue una constitución de ideología liberal redactada por el Congreso constituyente de 1857 durante la presidencia de Ignacio Comonfort. Fue jurada el 5 de febrero de 1857. Estableció las garantías individuales a los ciudadanos mexicanos, la libertad de expresión, la libertad de asamblea, la libertad de portar armas. Reafirmó la abolición de la esclavitud, eliminó la prisión por deudas civiles, las formas de castigo por tormento incluyendo la pena de muerte, las alcabalas y aduanas internas.
Ciertos artículos fueron contrarios a los intereses de la Iglesia católica, como la enseñanza laica, la supresión de fueros institucionales, y la enajenación de bienes raíces por parte de la misma. El Partido Conservador se opuso a la promulgación de la nueva Carta Magna por el Partido Liberal. A consecuencia, se inició la Guerra de Reforma, las pugnas entre liberales y conservadores se prolongaron por la Segunda Intervención francesa y por el establecimiento del Segundo Imperio Mexicano. Diez años más tarde, con la república restaurada, la Constitución tuvo vigencia en todo el territorio nacional.

## Antecedentes
Una vez derrocada la dictadura de Antonio López de Santa Ana en 1856, Ignacio Comonfort ocupó la presidencia por un corto período. De acuerdo a lo establecido en el Plan de Ayutla convocó al Congreso Constituyente el 16 de octubre del mismo año, con la finalidad de establecer una sede en Dolores Hidalgo
El Congreso se encontraba dividido entre dos facciones principales. Por un lado los liberales moderados que eran mayoría, su plan era restablecer la Constitución de 1824 con algunos cambios, entre ellos destacaron Mariano Arizcorreta, Marcelino Castañeda, Joaquín Cardoso y Pedro Escudero y Echánove. Por otra parte, los liberales puros que pretendían realizar una nueva redacción de la Carta Magna, entre ellos destacaron Ponciano Arriaga, Guillermo Prieto, Francisco Zarco, José María Mata y Santos Degollado. Las discusiones fueron acaloradas y se prolongaron a lo largo de un año.
El presidente Comonfort tuvo injerencia a través de sus ministros a favor de la facción moderada, pues esta era la ideología con la que él mismo simpatizaba. A pesar de la oposición del Poder Ejecutivo y de ser minoría, los puros lograron imponer sus propuestas. Las reformas más discutidas eran: la que prohibía la adquisición de propiedades a las corporaciones eclesiásticas, la exclusión de los eclesiásticos en puestos públicos, la abolición de los fueros eclesiástico y militar (Ley Juárez), la enseñanza laica, y la libertad de cultos. 
Estas decisiones fundamentales  le eran contrarias a los intereses de la Iglesia católica. Durante el transcurso de las sesiones del Congreso, una insurrección a favor del clero, apoyada por los conservadores —acérrimos rivales de los liberales— tomó fuerza en Zacapoaxtla y Puebla. El presidente Comonfort envió a las tropas federales y sometió a los rebeldes.

## Contenido

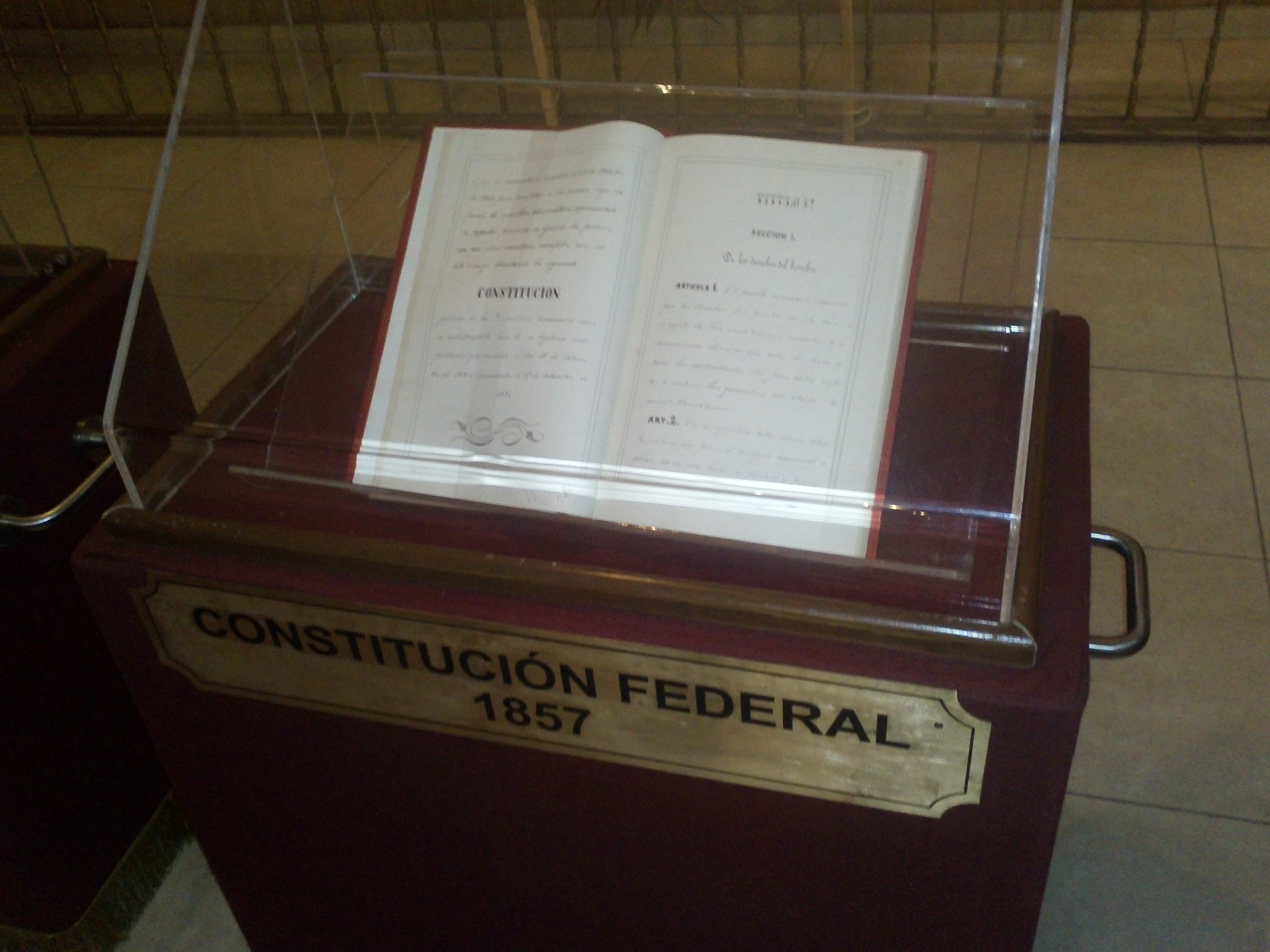
Constitución de 1857

La Constitución de 1857 estaba conformada por 8 títulos y 128 artículos, fue similar a la de carta magna de 1824, implantó de nueva cuenta el federalismo y la república representativa, la cual constaba de veinticuatro estados, un territorio y el distrito federal. Apoyó la autonomía de los municipios en los que se divide posesionales, sin la justa retribución y sin su pleno consentimiento.
De entre los artículos más importantes –tanto por su carácter decididamente liberal como por la conflictividad que algunos de ellos generaron– cabe destacar:
7.º Libertad de expresión.
10.º Libertad de portar armas.
12.º No se reconocen títulos nobiliarios.
13.º Prohibición de fueros a personas o instituciones, supresión de tribunales especiales (Ley Juárez).
22.º Prohibición de penas por mutilación, azotes, y tormento de cualquier especie.
23.º Abolición de pena de muerte, reservada solo al traidor a la patria, salteadores de caminos, incendiarios, parricidas, y homicidas con el agravante de alevosía, premeditación o ventaja. Así como delitos del orden militar o piratería.
27.º Inviolabilidad de la propiedad individual e incapacidad de las corporaciones civiles o eclesiásticas para adquirir o administrar bienes raíces, a excepción de los edificios al servicio u objeto de la institución (antecedente de la Ley Lerdo).
30.º Definición de nacionalidad mexicana.
31.º Obligaciones de los mexicanos.
35.º Prerrogativas de los ciudadanos.
36.º Obligaciones de los ciudadanos.
39.º La soberanía de la nación dimana del pueblo.
40.º México se constituye en una República representativa, democrática, federal, compuesta de Estados libres y soberanos en todo lo concerniente a su régimen interior.
50.º División de poderes: Ejecutivo, Legislativo y Judicial.
76.º Sobre la elección del presidente mediante sufragio indirecto en primer grado y escrutinio en secreto.
77.º Requisitos para ser elegido presidente.
124.º Prohibición de alcabalas y aduanas internas (lo que se traducía en un impulso a la libertad de comercio).
128.º Inviolabilidad de la Constitución.
Entre otras cosas, incluía un capítulo dedicado a las garantías individuales, y un procedimiento judicial para proteger esos derechos conocidos como amparo. También apoyaba la autonomía de los municipios, en que se dividen los estados desde un punto de vista político. 
También la autonomía de los estados para elegir a sus gobernantes y tener su propio conjunto de leyes.

## Federación
Al momento de la promulgación de la constitución, la nación estaba compuesta por 23 estados y 1 territorio federal. Nuevo León se fusiona con Coahuila adoptando el nombre de Estado de Nuevo León y Coahuila, además, ratificó la creación de un nuevo estado y admitió 3 de los 4 territorios como estados libres de la federación.
| Orden | Nombre          | Orden | Nombre     |
| ----- | --------------- | ----- | ---------- |
| 1     | México          | 11    | Querétaro  |
| 2     | Guanajuato      | 12    | Sonora     |
| 3     | Oaxaca          | 13    | Tabasco    |
| 4     | Puebla          | 14    | Tamaulipas |
| 5     | Michoacán       | 15    | Nuevo León |
| 6     | San Luis Potosí | 16    | Coahuila   |
| 7     | Veracruz        | 17    | Durango    |
| 8     | Yucatán         | 18    | Chihuahua  |
| 9     | Jalisco         | 19    | Chiapas    |
| 10    | Zacatecas       | 20    | Sinaloa    |

| Orden | Nombre   | Ingreso a la Federación | Instalación del Congreso |
| ----- | -------- | ----------------------- | ------------------------ |
| 21    | Guerrero | 27-10-1849              | 30-01-1850               |

| Orden | Nombre         | Fecha de ingreso | Fecha de instalación del congreso |
| ----- | -------------- | ---------------- | --------------------------------- |
| 22    | Tlaxcala       | 09-12-1856       | 01-06-1857                        |
| 23    | Colima         | 09-12-1856       | 19-07-1857                        |
| 24    | Aguascalientes | 05-02-1857       |                                   |

El único territorio federal fue: Baja California. El Distrito Federal podía ser denominado Estado del Valle de México, pero solamente si los poderes de la Federación se movieran a otro sitio. El 26 de febrero de 1864, Nuevo León fue separado de Coahuila y recuperó su estatus de Estado Libre y Soberano.

## Reacciones
En diciembre de 1856, el papa Pío IX se pronunció en contra de la nueva redacción, censurando la Ley Juárez y su antecedente, la Ley Lerdo: "Se quita todo privilegio del fuero eclesiástico; establéce que nadie pueda gozar absolutamente de emolumentos que sean una carga grave para la sociedad; prohíbese a todos que puedan ligarse con alguna obligación que implique ora un contrato, ora una promesa, ora votos religiosos; admítese el libre ejercicio de todos los cultos, y se concede a todos la plena facultad de manifestar pública y abiertamente todo género de opiniones y pensamientos". En marzo de 1857 el arzobispo Lázaro de la Garza y Ballesteros, declaró que los católicos no podían jurar la Constitución.
El ministro de Justicia Ezequiel Montes se entrevistó en la Santa Sede con el Cardenal Secretario de Estado. El Papa aceptó la Ley Juárez y las enajenaciones de la Ley Lerdo, pero exigió la capacidad de adquirir derechos políticos. Las negociaciones fueron interrumpidas por la renuncia del presidente Comonfort.
En México, el Congreso presidido por Valentín Gómez Farías y el titular del Ejecutivo Comonfort juraron la Constitución el 5 de febrero de 1857, la cual fue promulgada el 11 de marzo. A pesar de que Comonfort ganó las elecciones, y que en diciembre debería extender su mandato por un nuevo período presidencial, consideró que su popularidad estaba seriamente afectada por las reformas constitucionales en materia religiosa. En diciembre expresó su intención de dar marcha atrás a las reformas logradas por el poder Legislativo. 
Se comenzó a gestar un golpe de Estado, el general conservador Félix María Zuloaga promovió a través de diversos escritos el desconocimiento de la Carta Magna. El 17 de diciembre de 1857 se proclamó el Plan de Tacubaya cuyo objetivo era abrogar la Constitución y convocar un nuevo Congreso Constituyente. Varios ministros del gabinete presidencial renunciaron, el presidente de la Suprema Corte de Justicia Benito Juárez, y el presidente del Congreso Isidoro Olvera fueron hechos prisioneros.
El 19 de diciembre, el presidente Comonfort se adhirió al plan diciendo: "Acabo de cambiar mis títulos legales de presidente, por los de un miserable revolucionario". Los estados de México, Puebla, San Luis Potosí, Tlaxcala y Veracruz se anexaron al Plan de Tacubaya. Este último estado cambió de parecer, a través de una contrarrevolución, se pasó al lado de los liberales, el acontecimiento fue un fuerte golpe estratégico para Comonfort. Zuloaga desconfió del mandatario, pues pensó que este regresaba al lado de los liberales. Sin otra alternativa, Comonfort tuvo que recurrir a los puros, devolvió la libertad a Juárez el 11 de enero de 1858. Durante diez días el palacio de gobierno fue sitiado. Comonfort valoró la situación, decidió renunciar, con una guardia se dirigió a Veracruz, y el 7 de febrero zarpó hacia los Estados Unidos. Benito Juárez asumió la presidencia.

## Consecuencias
Juárez se vio obligado a trasladar el gobierno liberal a Guanajuato. Félix Zuloaga estableció un gobierno conservador en la capital, a través de la promulgación de las Cinco Leyes derogó las reformas liberales. De esta forma inició la Guerra de Reforma. Los estados de Jalisco, Guanajuato, Querétaro, Michoacán, Nuevo León, Coahuila, Tamaulipas, Colima y Veracruz apoyaron el gobierno de Benito Juárez y la Constitución de 1857. Los estados de México, Puebla, San Luis Potosí, Chihuahua, Durango, Tabasco, Tlaxcala, Chiapas, Sonora, Sinaloa, Oaxaca y Yucatán apoyaron al gobierno conservador de Zuloaga.
Después de que el partido liberal ganara la Guerra de Reforma (1858-1861), Juárez que estaba al mando de la presidencia y su gabinete agregaron a dicha Constitución las Leyes de Reforma que habían sido dictadas en Veracruz. Por causa de la guerra, la Constitución permaneció sin efecto en gran parte del país hasta enero de 1861, cuando los liberales regresaron a la capital. En 1862, a consecuencia de la Segunda Intervención Francesa en México y de la creación del Segundo Imperio Mexicano, la vigencia de la Constitución fue nuevamente interrumpida. En 1867 los liberales consiguieron la victoria, con la República restaurada la Constitución tuvo nuevamente vigencia en el país. 
El 5 de febrero de 1903 en protesta contra el régimen de Porfirio Díaz un grupo de liberales colocó en el balcón de las oficinas del periódico El hijo de El Ahuizote un gran crespo negro en señal de luto y la leyenda "La Constitución ha muerto", haciendo referencia a la promulgada en 1857. Este acontecimiento fue un antecedente de la revolución armada de 1910, que derrocó a Díaz y terminaría con la promulgación de la Constitución Política de los Estados Unidos Mexicanos en 1917 durante el gobierno de Venustiano Carranza.